# 후안 삼부디오 벨라스코
후안 삼부디오 벨라스코(스페인어: Juan Zambudio Velasco; 1921년 11월 21일, 무르시아 주 라 알케리아 ~ 2004년 1월 21일, 카탈루냐 주 이괄라다)는 스페인의 전 축구 골키퍼이다. 그는 모예트와 바르셀로나에서 활약했다. 그의 은퇴 무대는 사바델이었다.
그는 1942년에 21세의 나이로 바르셀로나에 입단했다. 그는 챙이 있는 모자를 쓰고 경기를 하곤 했는데, 당시 자연광을 받고서만 경기했기 때문에 경기를 오후 3시에 치렀기 때문이었다. 그는 눈을 부상당할 때까지 바르셀로나 주전 수문장으로 장기간 활약했다. 그는 부상에서 복귀한 후 안도니 라마예츠에 밀려 주전 지위를 회복하지 못했다.
1954년, 그는 바르셀로나를 떠나 사바델로 이적했고, 그로부터 1년 뒤에 은퇴하였다. 은퇴 후, 그는 사바델을 지도했다.
그는 공식적으로 스페인 B 국가대표팀에 출전한 경험이 있다.

## 수상
바르셀로나
- 라 리가: 1944–45, 1947–48, 1949–49, 1951–52, 1952–53
- 코파 델 헤네랄리시모: 1951, 1952, 1952–53
- 코파 라티나: 1949, 1952
- 코파 에바 두아르테: 1948, 1952, 1953

개인
- 트로페오 리카르도 사모라: 1947–48